# 威廉·李文斯敦
威廉·李文斯敦（William Livingstone，？—1592年），第六代李文斯敦勳爵，是苏格兰议会的議員。威廉·李文斯敦是亚历山大·李文斯顿（1500-1553）和他第二任妻子愛葛妮絲的兒子。

## 生平
威廉在1550年成為了第六代李文斯敦勳爵。他的哥哥約翰在1547年的戰爭中遇害。 他是一名新教徒。他的妹妹瑪莉是蘇格蘭女王玛丽一世的四大得力助手之一。 1568年，他在蘭賽爾戰役中為玛丽一世而戰。

## 个人生活
威廉的妻子是艾格尼絲·弗萊明（出生於1535）。艾格尼絲·弗萊明的妹妹珍妮特·弗莱明嫁给了威廉的兄弟，约翰·李文斯敦。